# Осевое время
Осевое время (нем. Achsenzeit) — термин, введённый немецким философом Карлом Ясперсом для обозначения периода в истории человечества, во время которого на смену мифологическому мировоззрению пришло рациональное и (или) философское, сформировавшее тот тип человека, который существует поныне. Ясперс датирует осевое время между 800—200 годами до н. э. По мнению Ясперса, все учения осевого времени (которые в изменённом виде существуют до сих пор: античная философия, зороастризм, иудаизм, буддизм, конфуцианство, даосизм, легизм, моизм и т.д.) отличаются рационализмом и стремлением человека к переосмыслению существовавших до этого норм, обычаев и традиций. Те доосевые цивилизации, которые не смогли приспособиться к изменениям (Древний Египет, ассиро-вавилонская цивилизация), прекратили своё существование, не оставив прямых наследников.
Концепция осевого времени заняла центральное положение в философии истории, разработанной советским мыслителем А. И. Зайцевым. А. В. Коротаев указывает, что в осевое время происходит появление и широкое распространение представлений о том, что общество со временем изменяется, что «должное» не совпадает с «сущим», что возможно более справедливое социальное устройство, и что его можно достичь, приложив для этого определенные сознательные усилия; оформляются многообразные социальные идеалы; появляются, распространяются и развиваются организационные формы, в рамках которых ведется деятельность по претворению этих идеалов в жизнь, сразу как минимум во всех «центрах» осевого времени (Греции, Риме, Палестине, зороастрийском Среднем Востоке, Индии, Китае). 
Сторонники мир-системной теории признают обоснованность выделения периода 800—200 гг. до н. э. как качественно нового этапа в развитии мир-системы: в этот период, например, на порядок вырастает уровень мировой урбанизации, грамотности и т. п. Именно с этой эпохи социальную эволюцию человечества (по крайней мере той его части, которая тем или иным образом, прямо или косвенно прошла через осевое время) никак нельзя уже рассматривать как полностью (или почти полностью) естественноисторический процесс, обусловленный даже в конечном счете только или почти только одними объективными материальными факторами: сознание всё в большей и большей степени начинает определять бытие.
Под влиянием доктрины осевого времени Гор Видал написал философский роман «Сотворение мира» (1981). В центре событий — вымышленный персидский царедворец Кир Спитама, который встречается с основными религиозно-философскими деятелями осевого времени (включая Зороастра, Махавиру, Будду, Лао-цзы, Конфуция, Сократа, Демокрита) и обсуждает с ними их взгляды.